# 素可泰歷史公園
素可泰歷史公園位於泰国素可泰府素可泰府治縣，為13至15世紀期間素可泰王国都城的所在地，現留有超過一百座寺廟，以及超過一千尊佛像。素可泰王國是泰國歷史上的首個有史料可以查證的王國，素可泰亦被稱為是泰國的第一個首都，具有特殊歷史意義。1991年，素可泰歷史公園與西薩查那萊歷史公園、甘烹碧歷史公園以「素可泰歷史城鎮和相關歷史城鎮」名稱獲世界遺產委員會通過為世界遗产，素可泰歷史公園為其中的一部分。

## 歷史沿革
素可泰在13世紀時是高棉帝国的領地，當時名為素可達雅（羅馬化：Sukhodaya），意思為幸福的黎明。1238年，當地的勐族首領坤邦克朗豪得到盟友帕孟的協助，打敗高棉帝國的軍隊，在素可泰建立王國:195－196。素可泰王國的第三任國王兰甘亨將其統治範圍向北擴展至今天的老挝，西至安达曼海，南至馬來半島，並創立泰文字。由於素可泰王國是泰國歷史上的首個有史料可以查證的王國，素可泰亦被稱為是泰國的第一個首都。
素可泰意為幸福的黎明，素可泰王國自13世紀脫離高棉帝國，素可泰持續為王國的首都達200年，為重要的宗教中心以及政治和商業中心。王國北部的西薩查那萊以陶瓷業、寺廟和佛教寺院而聞名，王國南部的甘烹碧則為王國的南部邊境的重要防衛城鎮。該地區為泰國文化、學術、藝術和建築的搖籃。最早的泰國文字是在素可泰遺址上的石刻中發現的，其中列出了政治、經濟、社會和宗教生活的細節，其亦發展出精密的水利工程系統。為了防止洪水氾濫，素可泰的統治者規劃了一個由水壩、水庫、池塘和運河組成的水利網路來灌溉土地。素可泰王國自1365年起成為阿瑜陀耶王国的藩屬國；1438年，阿瑜陀耶王國將素可泰劃為行省，素可泰王國滅亡。在失去權力中心的地位後，素可泰在15世紀末至16世紀初逐漸被廢棄。
素可泰王國鼎盛時期的木構建築，以及皇家宮殿現已完全不見蹤跡。但有超過100座寺廟，以及佛塔、浮雕；超過1,000尊佛像等保存至今。1970年代以來，泰國政府在联合国教育、科学及文化组织的協助下，啟動了大規模的修復計畫，修復了超過20座寺廟。而後泰國政府成立素可泰歷史公園。

## 建築

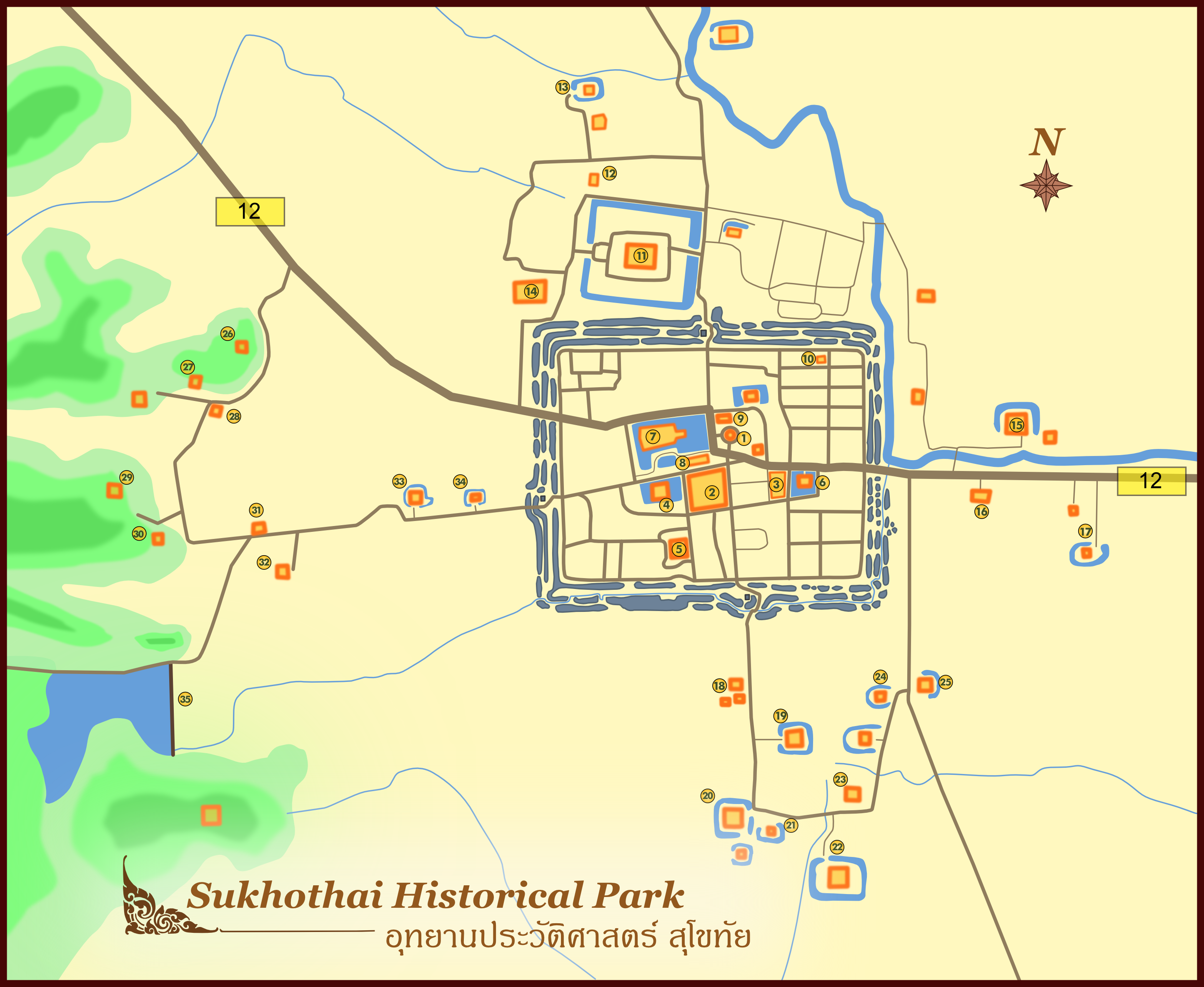
素可泰歷史公園平面圖

素可泰歷史公園以素可泰王國時都城遺址為核心，都城遺址東西長1,360公尺，南北長1,840公尺。在都城遺址內，以及都城外東南西北個方位都有許多遺跡。
素可泰歷史公園內的建築與藝術已受到藝術史學家廣泛研究，公園內保留13和14世紀素可泰王國曾經繁榮的遺跡，此處的風格與高棉帝国與其他早期地區的風格明顯不同，這種獨特的建築與藝術風格更為「素可泰風格」。在這些遺址中發現的石刻，提供早期泰文字存在的證據，內容描述了素可泰王國的經濟、宗教、社會組織和治理。

### 瑪哈泰寺
瑪哈泰寺意為「大舍利寺」，泰國有多座「瑪哈泰寺」，位於素可泰的瑪哈泰寺為素可泰王國的中心寺廟，可能建於13世紀晚期至14世紀前期，但確切日期不可考。根據道恩·魯尼（Dawn Rooney）的考證，寺廟應建於1292年之後，1347年之前。寺廟外圍有磚牆，長206公尺、寬200公尺。西、南、北三面被護城河圍繞。寺廟經過多次增建和修繕，構造十分複雜，寺內共有209座佛塔、10座佛殿、8處僧院、4處池塘，如今大部份只剩地基。寺廟的布局以曼荼羅代表佛教的宇宙觀，中央佛塔群代表佛教的须弥山，有一座主佛塔，周圍有八座較小的佛塔圍繞。主佛塔塔基有蓮花形狀的圖案，並有168個佛教徒雙手合十的雕刻裝飾，呈現素可泰的藝術風格。

### 王宮遺址
王宮遺址為素可泰王國的王宮遺址，位於瑪哈泰寺的東邊。現今王宮的建築結構已不可考，但仍存在部分的地基。王宮遺址旁有兩個儲水池，為素可泰的居民提供飲水。1833年拉玛四世在王宮遺址發現兰甘亨碑，是目前已知最早的泰文字出處。此石碑目前存放於曼谷國立博物館。

### 西沙瓦寺
西沙瓦寺在素可泰都城遺址內，位於瑪哈泰寺的西南邊。西沙瓦寺最早為12世紀後期羅渦統治期間所建造，為印度教寺廟。寺廟的布局為外圍圍牆、一座大門、三座塔樓以及一些附屬建築。在素可泰王國時期，被改建為佛教寺廟。三座塔樓被刻上佛教的雕塑，塔樓南北側各增加一座精舍。扎克里王朝第六代國王拉瑪六世繼位之前，曾遊歷西沙瓦寺時，發現印度教濕婆神的遺跡碎片，推論此地原為印度教祭司舉行祭拜儀式之處，但後來變成佛教的佛塔:58。

### 西春寺
西春寺，或稱西昌寺，意譯為「菩提樹寺」。西春寺位於素可泰都城城牆遺址外的西北角，推測可能是14世紀後期曇摩羅闍二世在位期間建造。西昌寺有一座蒙朵，長、寬各32公尺，高15公尺，牆壁厚3公尺。蒙朵內有一尊巨大的佛像「阿查那佛」（Phra Ajana音譯），高15.6公尺，底座寬11.3公尺。Ajana在巴利语意思為不動、不變的事物。
在蒙朵東面牆南側有一道狹窄的樓梯，寬45公分，但長度達48公尺。樓梯的天花板曾裝飾88塊石板，這些石板描繪了佛陀前世的本生故事。1891年由呂西安·福爾內羅（法語：Lucien Fournereau）首次拍攝，其中51塊收藏於蘭甘亨國家博物館，其餘不知所蹤。另外，在蒙朵北面牆有一個隧道通往地下，有可能有一個地下室。但是隧道被堵住了，至今尚未開挖，因此不知道內部有些什麼。

### 風神王寺
風神王寺，或稱為派鑾寺、帕斐欒寺，位於素可泰都城城牆遺址北方約500公尺處。風神王寺周圍有寬約50公尺的護城河圍繞，僅有西邊有一通道。護城河外緣東西邊長675公尺，南北邊長600公尺，護城河與素可泰都城城牆並未平行，而是略為向南傾斜幾度。丹龍·拉差努帕在1907年調查了該遺址，依據遺址內的雕像，他推斷此處最早為婆羅門教的聖所，後來轉換為上座部佛教使用；另一種說法為高棉帝国時期由阇耶跋摩七世於12世紀末期建造。
風神王寺內的建築是在多個時期分別建造，寺廟中央為三座高棉式普朗，為高棉帝國時期興建，但現在僅存一座。三座普朗東邊有多座建築，為素可泰王國時期興建。

### 謝圖鵬寺
謝圖鵬寺位於素可泰都城城牆遺址南方約2公里處，寺廟四周有護城河，中央為一座蒙朵，蒙朵四面外側是不同形態的佛像：東面是行走佛、北方是坐佛、西方是站佛、南方是臥佛。現今行走佛和站佛較為完整，其他兩座已嚴重損壞。除了中央蒙朵外，東面有一座會堂，西面有一座較小的蒙朵。

### 四室塔寺
四室塔寺位於素可泰都城城牆遺址南方，謝圖鵬寺東方約200公尺處。寺廟的名稱指寺內的主佛塔底部的四個方向，均有可供放置佛像的龕位。根據貝蒂·高斯林（Betty Gosling）的研究，此寺廟的建築風格有許多古斯里蘭卡式建築的元素，此風格在素可泰地區是獨一無二的。

### 帕瑪芒寺
帕瑪芒寺位於素可泰都城城牆遺址西方，寺廟字面意思為芒果樹林中的寺廟。相傳，蘭甘亨大帝曾在素可泰城西方種下芒果樹。14世紀時曇摩羅闍一世在芒果樹林興建了一座寺廟，即為帕瑪芒寺。

### 石橋寺
石橋寺位於素可泰都城城牆遺址西方，帕瑪芒寺西北方的一座小山丘上，寺廟字面意思為有石橋的寺廟。相傳蘭甘亨大帝從南方請來一位修行僧侶講道，在此建立此寺廟供該僧侶居住。石橋寺前有一條鋪著石板的坡道，沿著坡道走約200公尺可到寺廟。寺廟內有一尊巨大的站立佛像阿塔洛佛（Phra Attharot），高12.5公尺。大佛像旁邊有數尊小佛像。

### 環象寺
環象寺位於素可泰都城城牆遺址東方約1.7公里處，寺廟字面意思為大象圍繞的寺廟。佛塔基座有大象原本為斯里蘭卡人的構想，可能在14世紀時傳至素可泰王國，除了在素可泰有環象寺，在西薩查那萊有同樣名稱的环象寺。這個主題構想為佛教教義的實現，即宇宙中心的须弥山必須由強健的大象支撐，上方的佛塔則代表宇宙的中心須彌山。依據挖掘出的銘文的記載，推測此寺廟建於14世紀晚期曇摩羅闍二世在位時期，但確切建造日期未可知。環象寺佛塔底部為18公尺乘18公尺，四個方向各有8頭大象的雕刻，合計32頭。上方則有一座古斯里蘭卡式的佛塔。

### 蘭甘亨國家博物館

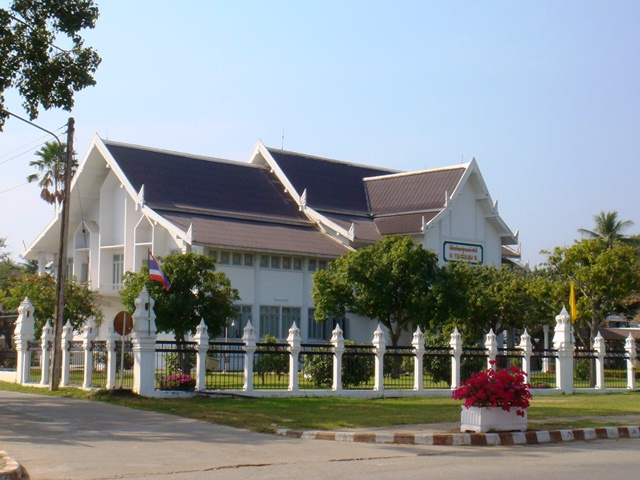
蘭甘亨國家博物館

泰國政府自1913年以來，對於素可泰歷史遺跡進行有系統的探勘、挖掘與修復，在整理素可泰歷史遺跡過程發現大量文物，因此泰國政府認為有必要在素可泰建立一座國家博物館，以保存泰國的文化遺產，並作為展覽以及進行文物的相關研究。位於素可泰的國家博物館於1960年動工，1963年完成建設，這座博物館命名為「蘭甘亨國家博物館」，以表彰創建泰文字母的兰甘亨之貢獻。1964年1月25日由泰王普密蓬·阿杜德與詩麗吉王后主持開幕典禮。

## 保護
1961年泰國通過《古蹟、古文物、藝術品和國家博物館法》，1992年並進行修訂，由泰國文化部轄下的藝術廳對國家保護的遺址進行規劃與保護。另外，政府為了加強保護，政府制訂的的法律包括1975年《國有土地法》、1975年《都市計畫法》、1979年《建築管制法》與1992年修正案、1992年《加強和保護國家環境品質法》，以及地方政府相關法規。另外，歷史公園也制定了總體發展計畫、行動計畫、人員發展計畫、古蹟內施工與土地使用規範。
素可泰歷史城鎮和相關歷史城鎮為泰國重要旅遊目的地，特別是一年一度的水燈節期間，遊客人數眾多。在附近有一座機場，大量遊客會從機場前往這些歷史公園，當局正計畫修建措施，以迎接更多遊客到訪。泰國藝術廳為了向旅客傳遞歷史遺址的相關訊息，在素可泰設有國家博物館的分館，收藏重要藝術與考古相關物品，西薩查那萊與甘烹碧則設有資訊中心。

## 世界遺產登錄
第15屆世界遺產委員會會議在1991年12月，於突尼西亞迦太基召開，由泰國申報的項目「素可泰歷史城鎮和相關歷史城鎮」經大會通過，為泰國第1個世界遗产，素可泰歷史公園為「素可泰歷史城鎮和相關歷史城鎮」的一部分。世界遺產編號為574-002號。
该世界遗产被认为满足世界遺產登錄基準中的以下基準而予以登錄：
- （i）表现人类创造力的经典之作。
- （iii）呈现有关现存或者已经消失的文化传统、文明的独特或稀有之证据。

| 世界遺產編號 | 名稱           | 所在地                      | 保護範圍  | 緩衝範圍 |
| ------------ | -------------- | --------------------------- | --------- | -------- |
| 574-001      | 素可泰歷史公園 | 17°1'4.843"N 99°42'15.527"E | 7,000公頃 |          |

## 圖集

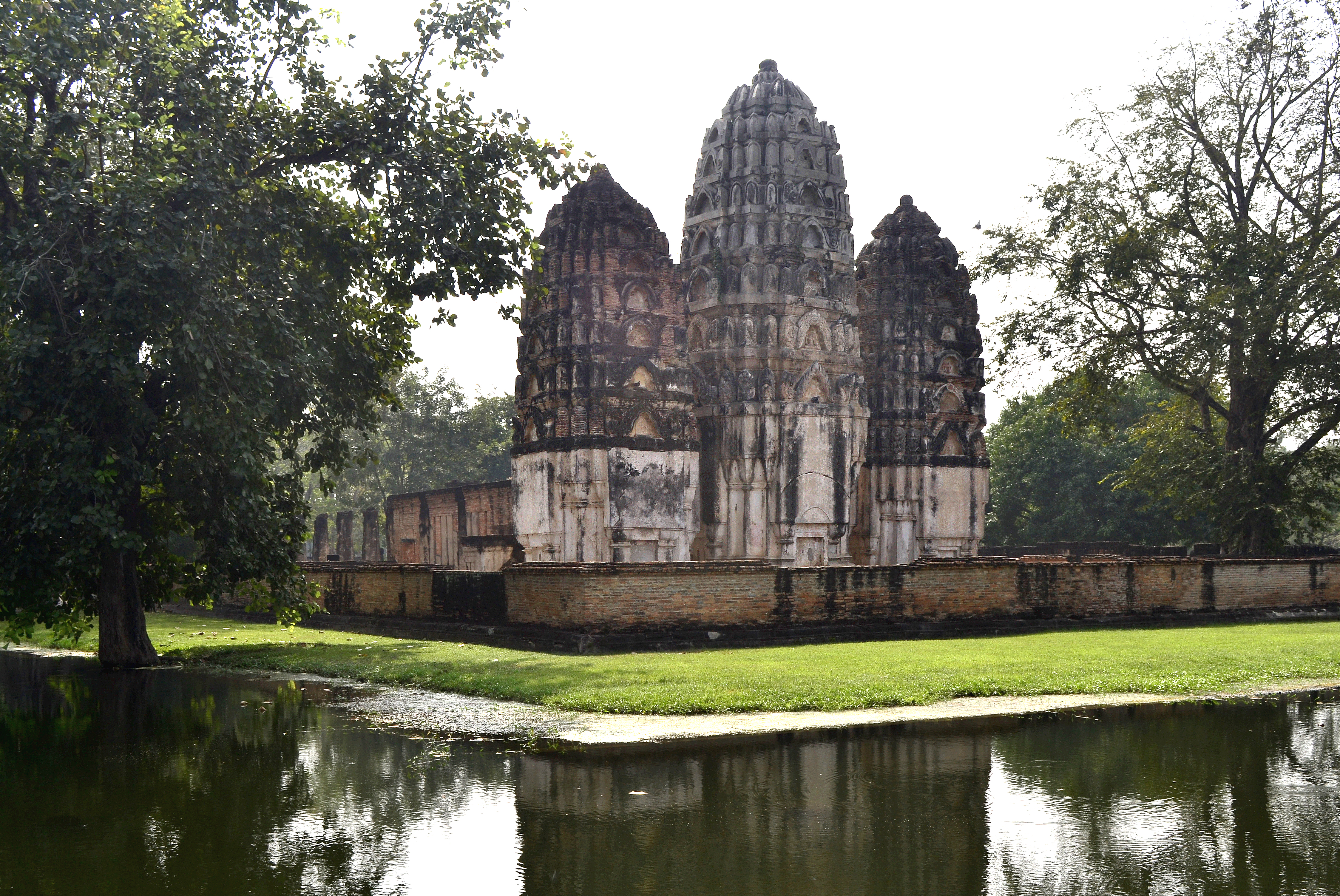
西沙瓦寺
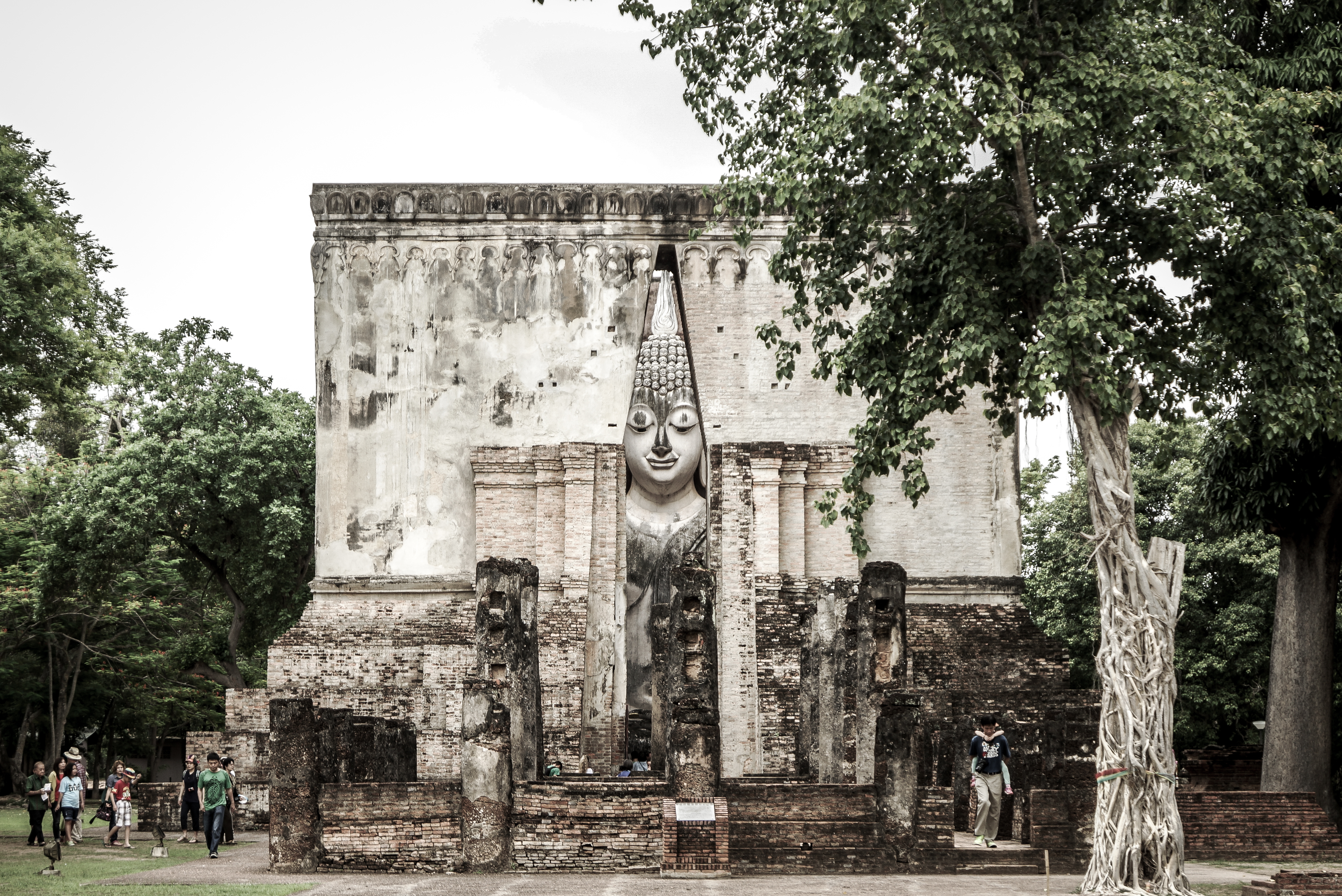
西春寺的阿查那佛
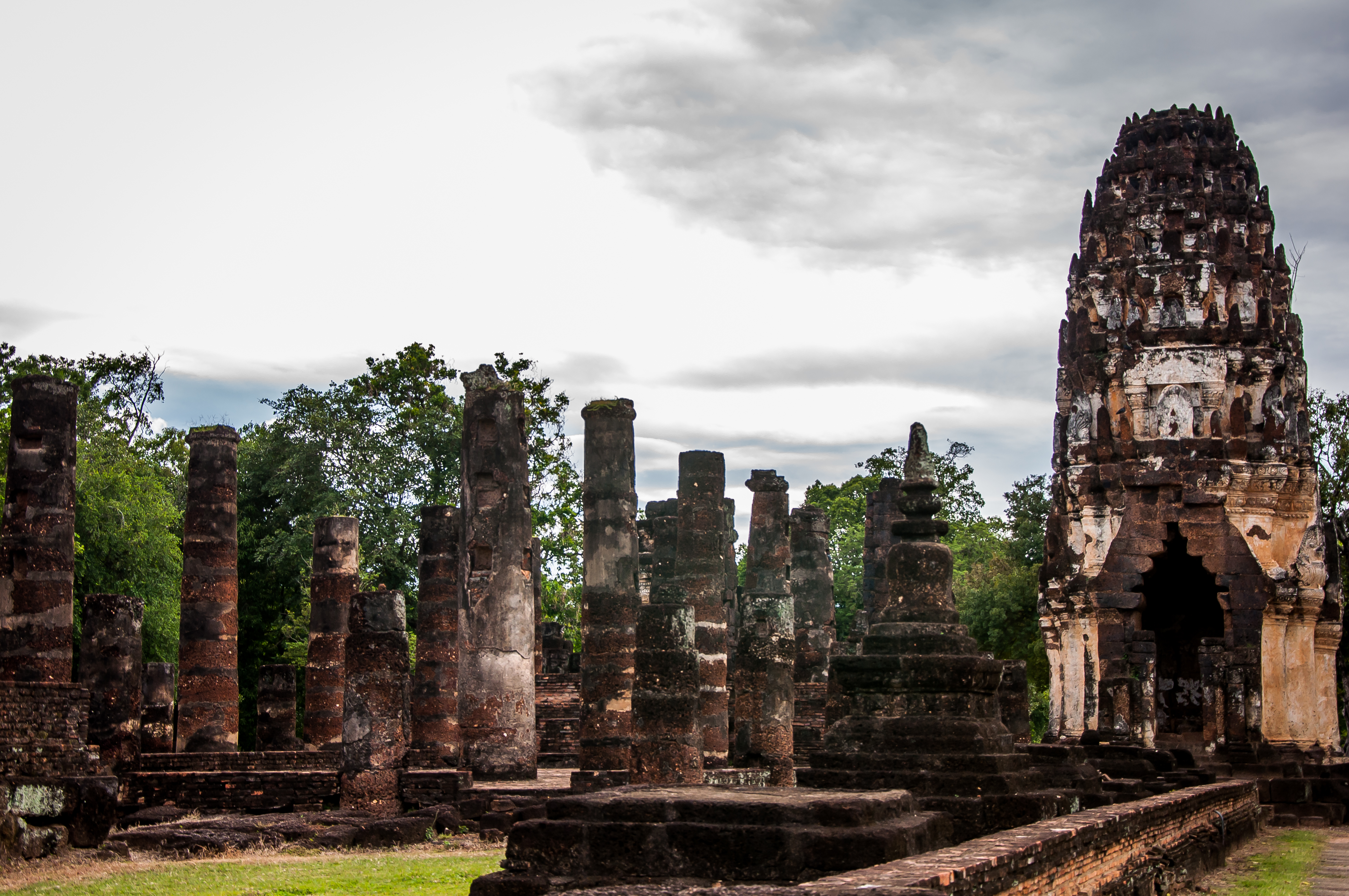
風神王寺
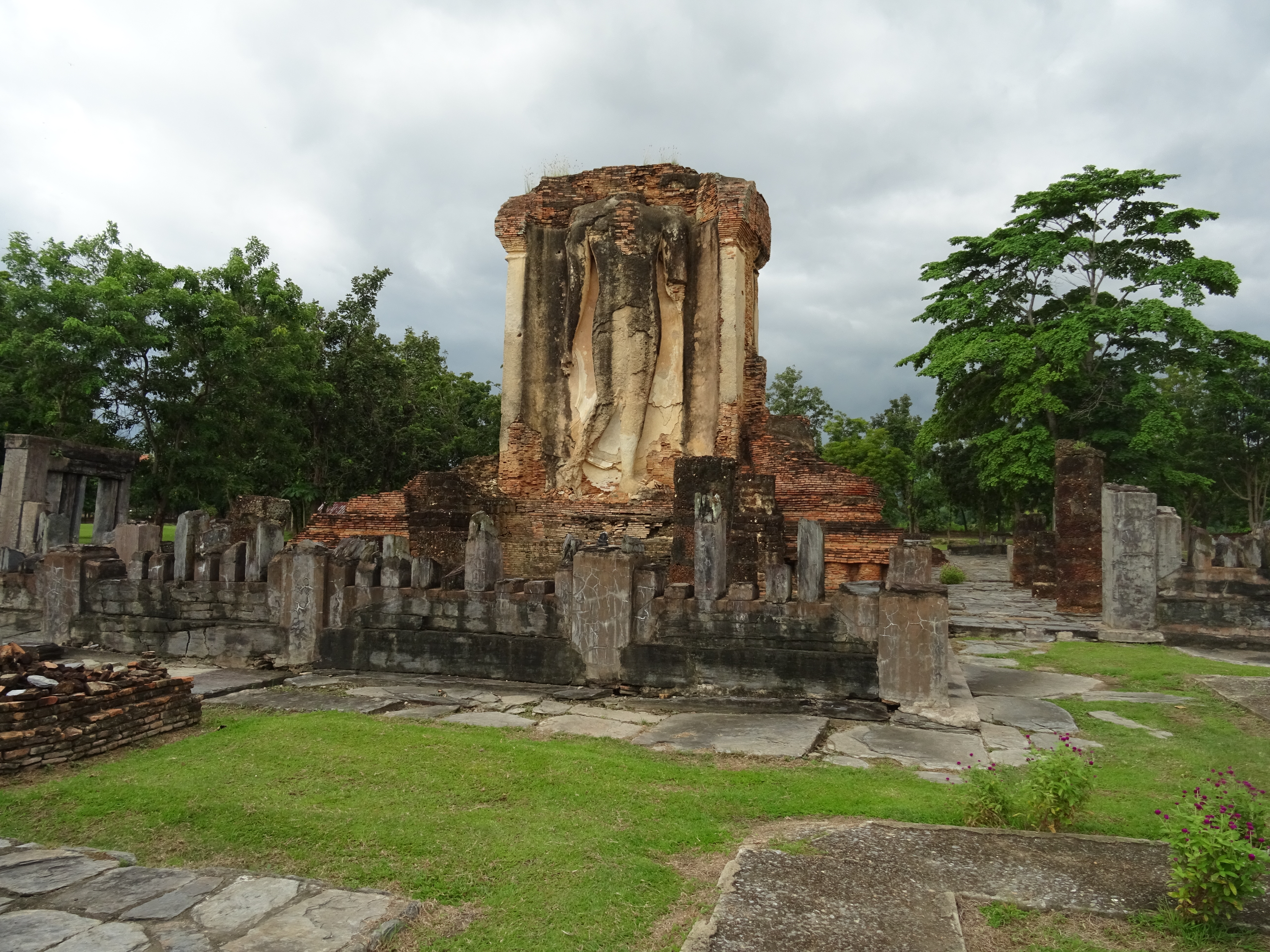
謝圖鵬寺
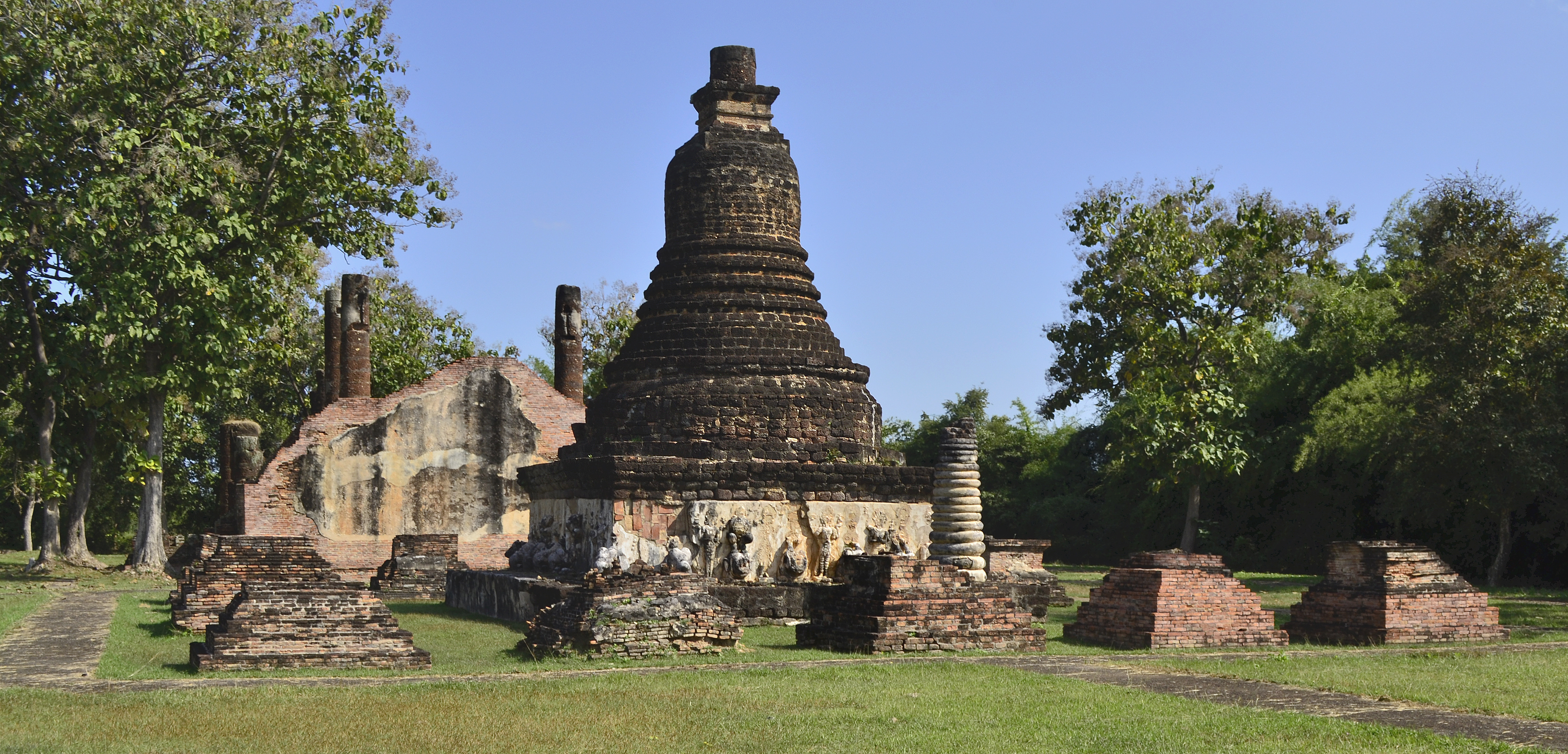
四室塔寺
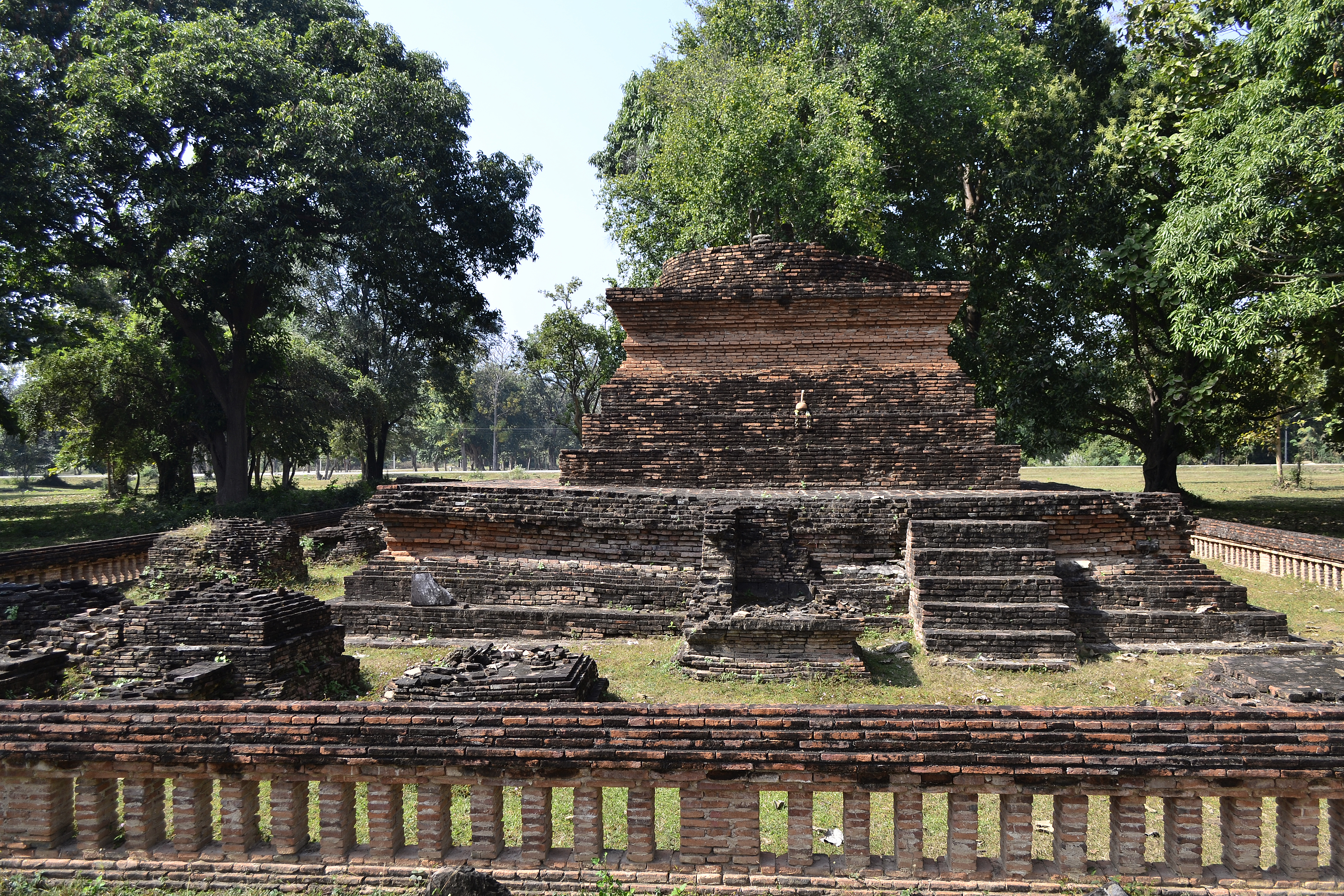
帕瑪芒寺
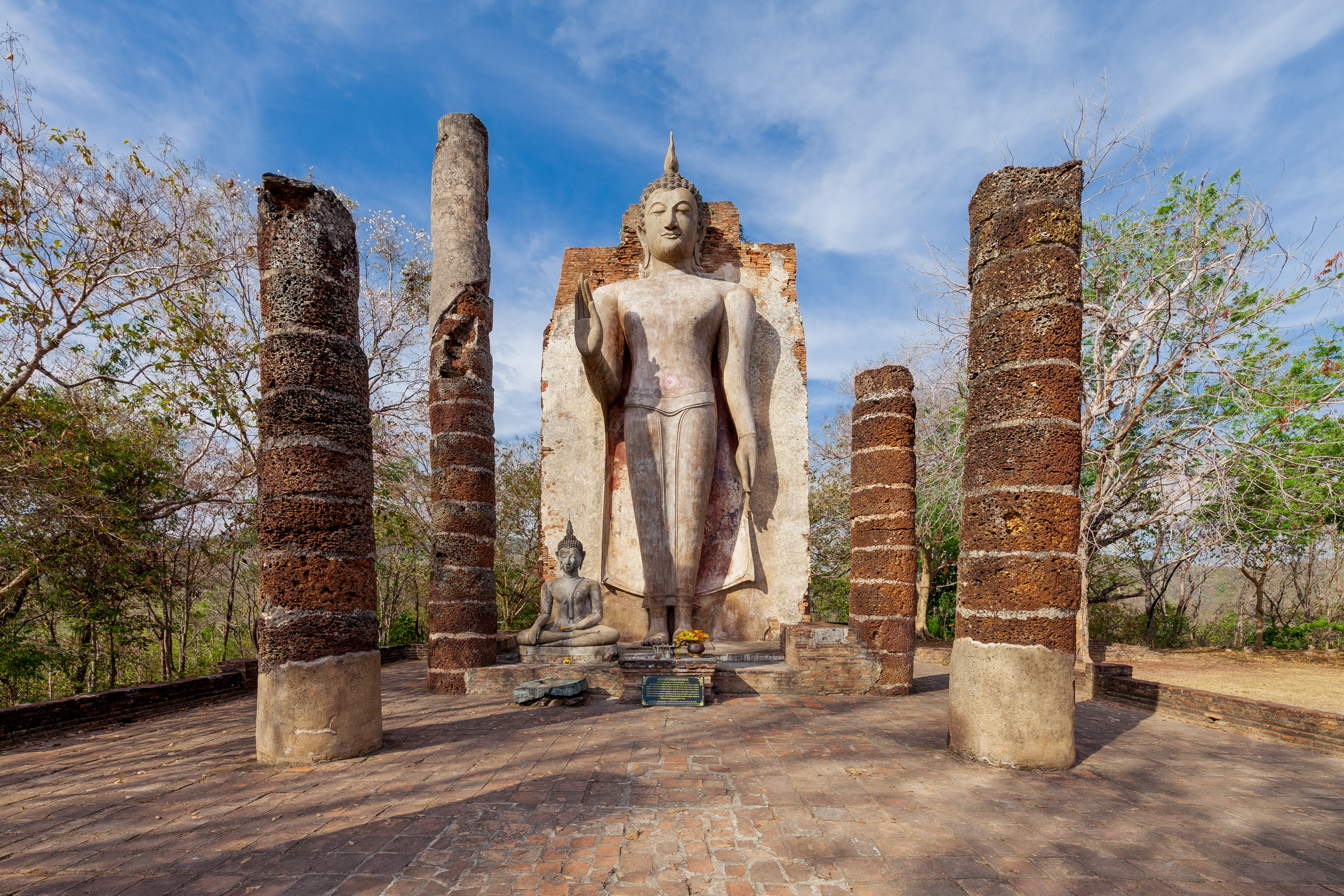
石橋寺的阿塔洛佛
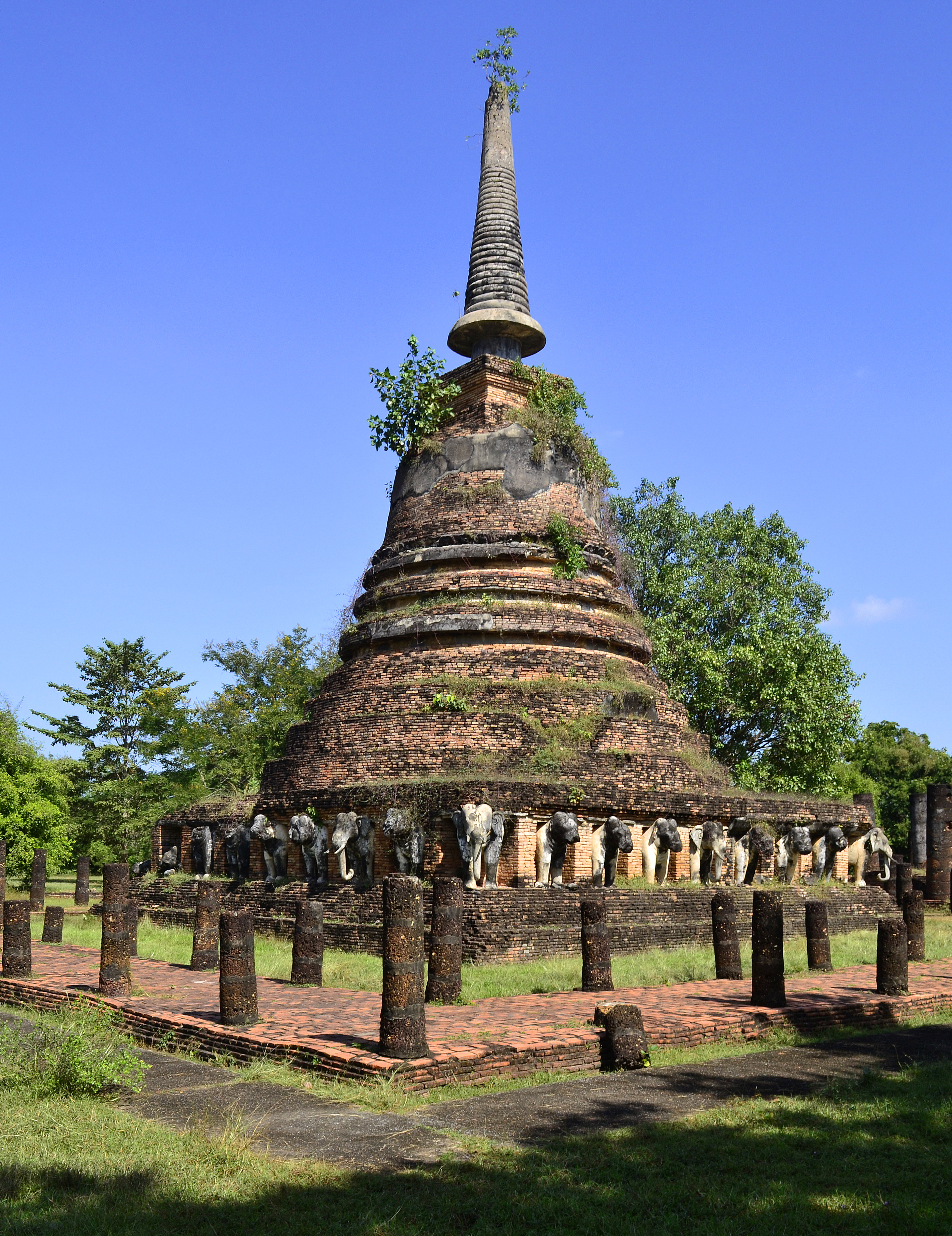
環象寺

## 外部連結
- 泰國觀光局－素可泰歷史公園（英文）